# 대구 파계사 진동루
대구 파계사 진동루(大邱 把溪寺 鎭洞樓)는 대한민국 대구광역시 동구 중대동 파계사에 있는 조선시대의 건축물이다. 1984년 7월 25일 대구광역시의 문화재자료 제10호로 지정되었다.

## 개요
파계사는 통일신라 애장왕 5년(804)에 심지왕사가 지었다고 전한다. 이 절은 원래 물줄기가 9갈래로 흩어져 있어 물길을 모은다는 뜻에서 ‘파계사(把溪寺)’라 하였으며, 누각은 파계사라는 이름으로는 부족하여 기를 진압한다는 뜻에서 ‘진동루(鎭洞樓)’라 하였다.
진동루는 조선 숙종 41년(1715)에 지었고, 그 뒤 1970년과 1976년 두 차례 보수를 거쳐 현재 모습을 갖추고 있다. 앞면 5칸·옆면 3칸의 2층 규모에, 지붕은 옆면에서 볼 때 여덟 팔(八)자인 팔작지붕이다. 지붕 처마를 받치기 위해 장식하여 만든 공포는 새 날개 모양인 익공 양식으로 되어 있다. 안쪽 천장은 뼈대가 그대로 드러나 있는 연등천장이다. 누각의 1층을 통로와 창고로 사용하고 있다.
이 건물은 조선시대 중·후기의 건축 양식을 잘 보여주고 있다.

## 참고 문헌
- 파계사진동루 - 국가유산청 국가유산포털